# Ma Gnucci (personaje)
Isabella Carmela Magdalena "Ma" Gnucci es una personaje ficticia que aparece en los cómics estadounidenses publicados por Marvel Comics. Ella es enemiga de Punisher.

## Historial de publicaciones
Creada por Garth Ennis y Steve Dillon, el personaje hizo su primera aparición en The Punisher Vol. 5, n.º 4 (julio de 2000).
Ma fue mencionada y escuchada (a través de dispositivos como teléfonos e intercomunicadores) en los primeros tres números de The Punisher Vol. 5 y apareció personalmente en el número 4; El personaje estuvo presente en la octava entrega posterior del volumen y también jugó un papel en los eventos de Deadpool Vol. 1, #54-55 y Punisher War Zone vol. 2 , n.º 1-6.
Ma recibió entradas en Marvel Encyclopedia #5, All-New Official Handbook of the Marvel Universe #4 y Official Handbook of the Marvel Universe AZ #4.

## Biografía ficticia

### Bienvenido de nuevo, Frank
Cuando Punisher reanuda su guerra contra el crimen en la ciudad de Nueva York, anuncia su regreso matando a los tres hijos de Isabella "Ma" Gnucci, la jefa de la familia mafiosa más grande que queda en Nueva York.Ma usa su influencia y conexiones para que la policía de Nueva York cree un "Grupo de Trabajo Punisher" (que, sin que Ma lo sepa, es una sinecura que consta de sólo dos personas) y al mismo tiempo hace que su consigliere contrate a tres asesinos para eliminar a Punisher, quien los mata, y luego mata al consigliere.Punisher sigue esto asesinando al hermano y subjefe de Ma, Dino, con un rifle de francotirador.
Mientras rastrea a Ma y sus guardaespaldas, Punisher es descubierto y perseguido hasta el zoológico de Central Park, donde libera a los animales cautivos como distracción. Ma pierde el cuero cabelludo y las cuatro extremidades a manos de un grupo de osos polares, pero sobrevive.Diez días después de ser mutilada, Ma ofrece una recompensa de diez millones de dólares a cualquiera que pueda matar a Punisher.Esto lleva a que uno de los vecinos de Punisher avise a Ma sobre el paradero del justiciero, lo que lleva a Ma a enviar a toda la familia Gnucci a matarlo. Punisher dispara a los mafiosos, pero sufre heridas durante la batalla que lo dejan temporalmente incapacitado.Con Punisher debilitado, Ma contrata al Ruso, un mercenario casi sobrehumano, para acabar con él.
Punisher mata al Ruso, conduce hasta la mansión de Ma e intimida a los pocos hombres que quedan para que se rindan mostrándoles la cabeza cortada del Ruso.Punisher luego prende fuego a la mansión de Ma mientras ella, impotente, le grita insultos. Mientras el fuego consume el edificio, ma se arroja por una ventana e intenta atacar a Punisher mordiéndole la pierna. Punisher simplemente devuelve a Ma a su casa en llamas, donde es inmolada.

### Legado
Peter, el sobrino de Ma y el último Gnucci vivo, se entera de que heredará la fortuna de su tía, pero sólo en caso de que Punisher muera. Con ese fin, Peter contrata a Deadpool para matar a Punisher; Cuando se supone falsamente que Punisher está muerto, Peter recibe su cheque, que pierde en el tráfico. Mientras Peter busca el cheque, se da cuenta de que puede pedirle al banco uno nuevo, solo para morir instantáneamente cuando un camión lo golpea contra las bocinas del  Charging Bull.
Ma Gnucci reaparece nueve años después de su muerte, afirmando haber escapado del mismísimo infierno con la intención de unir a todo el inframundo de Nueva York contra Punisher.En realidad, la "resurrección" de Ma es un engaño orquestado por Elite, un cerebro criminal que altera quirúrgicamente a mujeres tetrapléjicas para imitar las heridas de Ma para que pueda usar su reputación para ascender al poder. Cuando sus planes fracasan, Elite hace asesinar a todas las mujeres que contrató para cubrir sus huellas. Los Punishers luego lo encuentran y lo matan a él y a sus asociados.

## En otros medios

### Videojuegos
- Ma Gnucci aparece en el videojuego The Punisher, con la voz de Saffron Henderson. Ma contrata al Cañonero para asesinar a Punisher en represalia por la participación de Punisher en la muerte de sus hijos, Eddie y Bobbie Gnucci. Punisher se abre camino hacia la mansión de la familia Gnucci y derrota al Cañonero en la biblioteca antes de enfrentarse a una madre encogida y matarla.[20]